# Španělský vodní pes
Španělský vodní pes (španělsky Perro de Agua, anglicky Spanish Water dog), známý také jako andaluský turecký pes, je poměrně staré psí plemeno pocházející ze Španělska.

## Historie

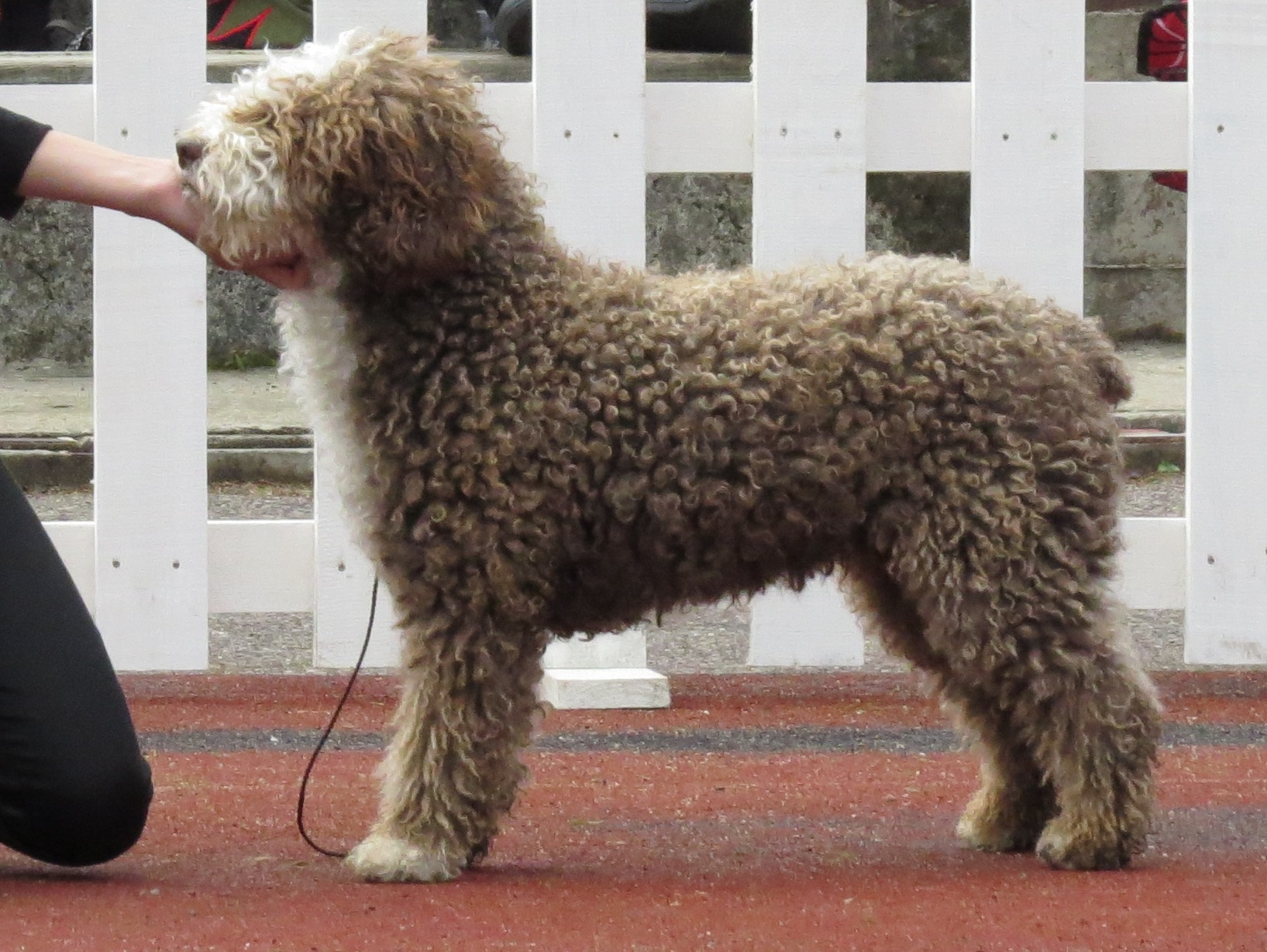
Výstavní španělský vodní pes v estonském Tallinu

Zemí původu španělského vodního psa je Španělsko, kde se dodnes vyskytuje mnoho jedinců. Plemeno je poměrně staré, první zmínky o něm jsou z první poloviny 17. století. Přesto, že toto plemeno spadá dle FCI do sekce vodních psů, jeho původním využitím byly pastevecké práce, jako je nahánění dobytka, většinou ovcí. Později se prokázal i jako dobrý hlídač majetku a pomocník rybářů, kterým vytahoval sítě na břeh a naháněl ryby. Jejich předky jsou nejspíše portugalští vodní psi a francouzští barbeti, ale protože se do dnešní doby žádné písemné informace o křížení nezachovaly, je to pouze domněnka.
V roce 1973 započal první čistokrevný chov těchto psů. V roce 1981 se první jedinci tohoto plemene objevili i na výstavě ve Španělsku a o pár let později v roce 1985 byl sepsán první standard plemene a španělský vodní pes byl provizorně uznán FCI — oficiálně se tak stalo až v roce 1992 při zasedání FCI v Dortmundu.
Oficiální používaná zkratka je SVP.

## Povaha
Španělský vodní pes je inteligentní a bystrý pes s hravou a veselou povahou. Dobře se cvičí, ale je i velmi aktivní a potřebuje pohyb. Je temperamentní a vždy ostražitý, loajální ke své rodině, kterou si hodně oblíbí, může se na ní stát dokonce závislý. Má rád práci ve vodě, ale i veškerý pohyb. Má vlohy pro pastevectví i pro lov a v obou dvou disciplínách ho lze uplatnit. Je citlivý a nemá rád bití.
Je to dobrý hlídač, nejen kvůli svému vysokému hlasu, ale i pro svoji loajalitu, odvahu a potřebu chránit svého majitele a jeho majetek. Není přehnaně agresivní a i když hodně štěká, jen málokdy kouše. Nikdy by vědomě neublížil majiteli.

Děti má rád a má s nimi nekonfliktní vztah, avšak tahání ho za srst ho bude bolet, je tedy dobré nejdříve děti seznámit s tím, jak se ke psu mají chovat.

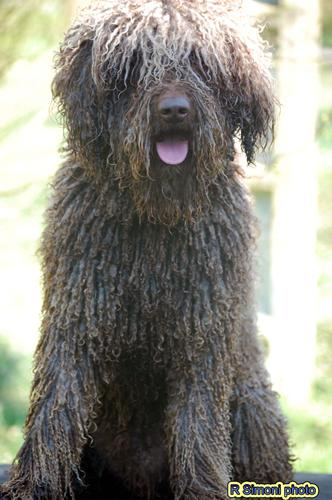
Dospělý pes

Je vhodné jej chovat ve smečce s jinými psy. Vychází s nimi dobře, není vůči nim ani příliš dominantní. Protože má ale sklony pronásledovat rychle se pohybující předměty, seznamován s jinými zvířaty musí být již od útlého věku.

## Péče

### Péče o srst
Srst vyžaduje každodenní pročesávání a střihání alespoň 2x v roce. Výstavním jedincům dokonce jejich majitelé ručně rozplétají srst od konečků až po kůži. Není vhodné ho často mýt šamponem, protože jeho srst by mohla začít plstnatět a pokud by po vykoupání nebyl dobře rozčesán, srst by se zacuchala do hustých chuchvalců.

### Pohyb
Vyžaduje neustálou zátěž a pohyb. Pokud se nudí, může začít ničit všechny věci ve svém dosahu, což může přerůst až k záchvatům. Nejoblíbenějším typem pohybu pro něj je plavání nebo chůze. Chůze ho baví, ale není dobré nechávat ho běhat v prachu, který by se mu nabalil na srst.

### Výcvik a výchova
Výchova španělského vodního psa by měla být naprosto bez násilí, protože tento pes je velmi citlivý a mohla by se u něj vyvinout agresivní reakce na vás. Může je vést i člověk nezkušený, který teprve s kynologií začíná. Výcvik je nutný.